# 清水站 (大阪府)
34°42′55″N 135°33′30″E / 34.715219°N 135.558256°E
清水站（日语：／ Shimizu eki */?）是位於日本大阪府大阪市旭區，屬於大阪市高速電氣軌道（大阪地下鐵）今里筋線的鐵路車站。車站編號是I-15。

## 車站構造
本站為島式月台1面2線的地下車站。車站大廳位於地下一樓，地下二樓則是月台。

### 月台配置
| 月台 | 路線     | 目的地                     |
| ---- | -------- | -------------------------- |
| 1    | 今里筋線 | 蒲生四丁目、綠橋、今里方向 |
| 2    | 今里筋線 | 太子橋今市、井高野方向     |

## 利用狀況
2018年11月13日1日上下車人次為5,497人（上車人次2,800人，下車人次：2,697人）。作為今里筋線車站，此站是除南港港城線以外大阪市高速電氣軌道全線上下車人次最少的（若包括南港港城線，渡船大樓站是最下位）。
| 年度               | 調查日   | 上車人次 | 下車人次 | 上下車人次 |
| ------------------ | -------- | -------- | -------- | ---------- |
| 2007年（平成19年） | 11月13日 | 1,645    | 1,593    | 3,238      |
| 2008年（平成20年） | 11月11日 | 1,881    | 1,826    | 3,707      |
| 2009年（平成21年） | 11月10日 | 2,155    | 2,089    | 4,244      |
| 2010年（平成22年） | 11月09日 | 2,185    | 2,030    | 4,215      |
| 2011年（平成23年） | 11月08日 | 2,239    | 2,182    | 4,421      |
| 2012年（平成24年） | 11月13日 | 2,475    | 2,386    | 4,861      |
| 2013年（平成25年） | 11月19日 | 2,452    | 2,371    | 4,823      |
| 2014年（平成26年） | 11月11日 | 2,447    | 2,314    | 4,761      |
| 2015年（平成27年） | 11月17日 | 2,727    | 2,656    | 5,383      |
| 2016年（平成28年） | 11月08日 | 2,746    | 2,693    | 5,439      |
| 2017年（平成29年） | 11月14日 | 2,968    | 2,847    | 5,815      |
| 2018年（平成30年） | 11月13日 | 2,800    | 2,697    | 5,497      |

## 历史
- 2006年12月24日，今里筋線通车,本站同時啟用。

## 相鄰車站
大阪市高速電氣軌道（大阪地下鐵）
 今里筋線
太子橋今市（I14）－清水（I15）－新森古市（I16）

## 外部連結
- 車站Guide：清水 - Osaka Metro